# 483 Seppina

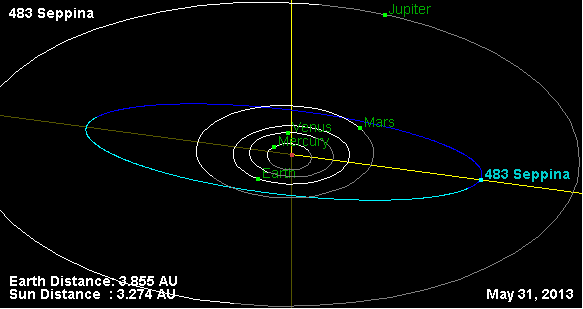
483 Seppina
483 Seppina là một tiểu hành tinh ở vành đai chính. Nó thuộc nhóm tiểu hành tinh Cybele.
Tiểu hành tinh này do Max Wolf phát hiện ngày 4.3.1902 ở Heidelberg, và được đặt theo tên Sepp, một con chó khác của Max Wolf.